# Чистое Озеро (Татарстан)
Чистое Озеро — деревня в Лаишевском районе республики Татарстан России. Входит в состав Орловского сельского поселения.

## География
Находится в 28 км к югу от железнодорожной станции Казань и в 63 км к северо-западу от районного центра — города Лаишево.

## История
Деревня основана в 1933 году. С момента образования находилась в Казанском сельском районе, с 4 августа 1938 года в Столбищенском, с 26 марта 1959 года — в Лаишевском, с 1 февраля 1963 года — в Пестречинском, с 12 января 1965 года — снова в Лаишевском районах.

## Население
Население на 2010 год — 22 жителя (русские).
| 1949 | 1958 | 1970 | 1979 | 1989 | 2002 | 2010 |
| ---- | ---- | ---- | ---- | ---- | ---- | ---- |
| 185  | 191  | 125  | 162  | 49   | 20   | 22   |

## Инфраструктура
До 1971 года в деревне работали начальная и средняя школы.

## Достопримечательности
Восточнее деревни расположен памятник природы регионального значения «Чистое озеро», находящийся под угрозой исчезновения. Озеро стремительно высыхает из-за избыточного забора воды скважинами, пробурёнными в расположенных по его берегам садовых массивах.

## Транспорт
Пригородные автобусные маршруты начали ходить в Чистое озеро из Казани в первой половине 1980-х годов (маршрут № 107). Он был упразднён в конце 1990-е годы, а на его месте в 2000-х годах появился маршрут № 197, следовавший от ЦУМа.
С середины 2010-х до Чистого озера стал ходить пригородный автобус № 103 от станции метро «проспект Победы».